# Google Видео
Google Видео (англ. Google Videos) — бесплатный сервис компании Google, представляющий собой поисковую систему по видеороликам. Раньше до 20 августа 2012 года также являлся видеохостингом. Каждый зарегистрировавшийся пользователь (с помощью специального универсального аккаунта Google) мог добавлять свои видеофрагменты, но Google перестал добавлять видео со всех аккаунтов. Некоторые видео могли продаваться через систему Google Хранение видео. Пользователи сервиса имеют возможность как проигрывать видеофайлы напрямую, так и скачивать их себе на компьютер (в формате .gvi). Также видео-фрагменты могут быть внедрены непосредственно в HTML-код любой веб-страницы.

## История
- Сервис Google Video был запущен 25 января 2005[1].
- 9 октября 2006 года Google купила бывшего конкурента — YouTube за $1,65 миллиарда (акциями), однако не стала объединять этот сервис с Google Видео, ограничившись лишь интеграцией с поисковой системой по видеороликам.
- В 2009 году на Google Видео была закрыта возможность добавления новых роликов, однако загруженные ранее продолжали работать.
- 25 апреля 2011 года Google отменила своё желание закрыть доступ к сервису. Просмотр видео продолжил работать. Также Google осуществила перенос всего содержимого на YouTube с сохранением ссылок Google .google video.

## Доступ к сервису
Первоначально доступ к сервису был только в США. Позже сервис Google Видео стал доступен для пользователей из других стран, в том числе в Великобритании, Франции, Германии, Италии, Канады и Японии.
Независимо от этого, провайдеры имели возможность ограничить доступ к видеофайлам для пользователей из определённых стран проживания.